# Jules Mikhael Al-Jamil
Jules Mikhael Al-Jamil (Bajdida, Nínive, 18 de noviembre de 1938 - Roma, 3 de diciembre de 2012) fue un prelado católico iraquí. Fue obispo auxiliar del Patriarcado de Antioquía de los sirios entre 1986 y 2012.